# 대한민국 민법 제250조
대한민국 민법 제250조는 도품, 유실물에 대한 특례에 대한 민법 물권법 조문이다. 도품에 대한 선의추득을 인정하는 조문으로 민법 제249-250조는 일본 민법 제192-193조가 가졌던 문제점에 대한 일본 학계의 비판이 반영된 결과이다

## 조문
제250조(도품, 유실물에 대한 특례) 전조의 경우에 그 동산이 도품이나 유실물인 때에는 피해자 또는 유실자는 도난 또는 유실한 날로부터 2년내에 그 물건의 반환을 청구할 수 있다. 그러나 도품이나 유실물이 금전인 때에는 그러하지 아니하다.

第250條(盜品, 遺失物에 對한 特例) 前條의 境遇에 그 動産이 盜品이나 遺失物인 때에는 被害者 또는 遺失者는 盜難 또는 遺失한 날로부터 2年內에 그 物件의 返還을 請求할 수 있다. 그러나 盜品이나 遺失物이 金錢인 때에는 그러하지 아니하다.

## 비교 조문
일본민법 제192조(즉시취득) 거래행위에 의하여 평온하게 또한 공연히 동산의 점유를 개시한 자는 선의을 가지고 또한 과실이 없는 때에는 즉시 그 동산에 관하여 행사할 권리를 취득한다.

일본민법 제193조 (도품 또는 유실물의 회복)
전조의 경우에 있어서, 점유물이 도품 또는 유실물인 때에는 피해자 또는 유실자는 도품 또는 유실의 때로부터 2년간, 점유자에 대하여 그 물건의 회복을 청구할 수 있다.

## 참고 문헌
- 오현수, 일본민법, 진원사, 2014. ISBN 978-89-6346-345-2
- 오세경, 대법전, 법전출판사, 2014 ISBN 978-89-262-1027-7
- 이준현, LOGOS 민법 조문판례집, 미래가치, 2015. ISBN 979-1-155-02086-9

## 같이 보기
- 유실물
- 대한민국 민법 제249조 동산선의취득제도